# Maculan Holding

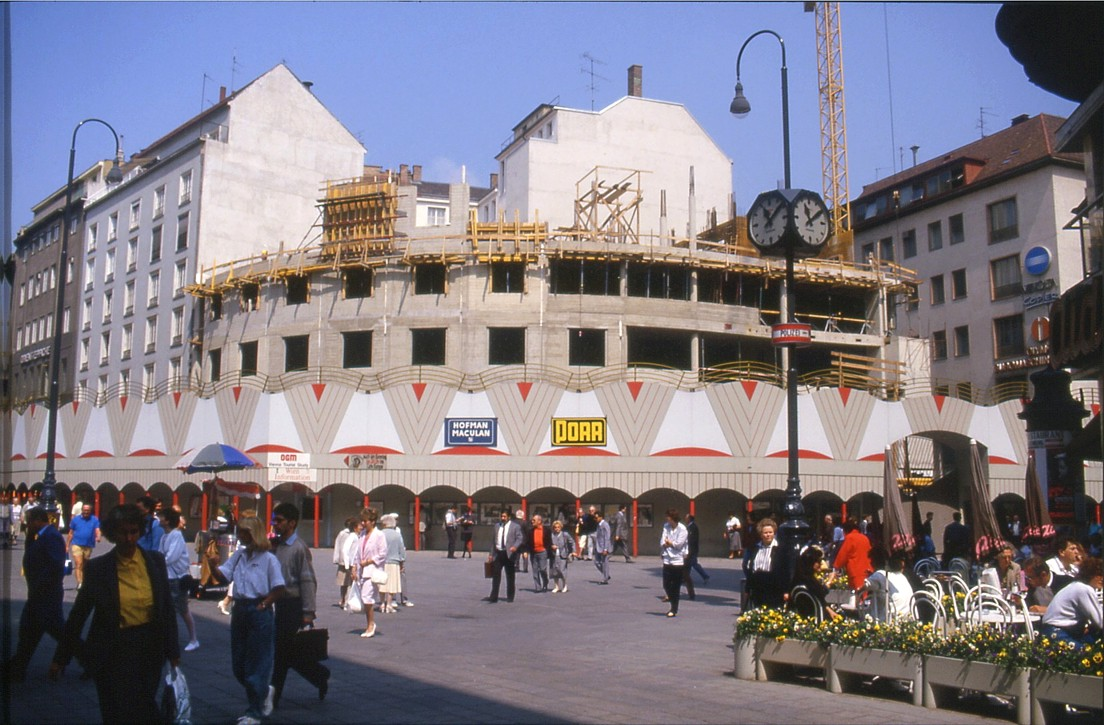
ArGe Hofman&Maculan - Porr, 1988 Wien Errichtung Haas-Haus

Die Maculan Holding AG war die von Alexander Maculan gegründete börsennotierte Dachgesellschaft für Planung, Management und Ausführung internationaler Bauprojekte sowie Immobilienentwicklung im Ausland. Kern der Gruppe war die 1938 gegründete Baugesellschaft Hofman & Maculan, die von 1941 bis 1955 von Rudolf Maculan geleitet wurde.

## 1990–1991
Die Maculan Holding AG ging im September 1990 an die Börse und war in 3 Sparten gegliedert:
- Bauausführung: Der mit Abstand größte Bereich des Konzerns. Im Jahr 1993 betrug der Anteil dieser Sparte am Gesamtumsatz 91 %. Das Risiko sollte regional und nach Bausparten gestreut sein.
- Immobilien und Bauträger: Der Anteil dieses Bereichs betrug nur 3 %, allerdings wurden 30 % des Ergebnisses erwirtschaftet.
- Industrie (Baustoffe und Umwelt): Anteil: 6 %. Aufgabe mit MAC 96

Ab 1990 expandierte Maculan aufgrund des gewaltigen Baubedarfs in der ehemaligen DDR, sowie der "gewaltigen öffentlichen Mittel und bisher nicht gekannter steuerlicher Vergünstigungen" in die neuen deutschen Bundesländer.
Die Struktur des Konzerns beim Börsengang:
| MACULAN HOLDING (1990)       | MACULAN HOLDING (1990)       | MACULAN HOLDING (1990)  | MACULAN HOLDING (1990)             |
| ---------------------------- | ---------------------------- | ----------------------- | ---------------------------------- |
| Maculan Baubeteiligung 100 % | Maculan Baubeteiligung 100 % | Infra Beteiligung 100 % | Maculan Industriebeteiligung 100 % |
| Hofman & Maculan 100 %       | Hofman & Maculan 100 %       | Infra Bauträger 100 %   | Ebenseer 33 %                      |
| Uniprojekt 100 %             | Hinteregger (D) 51 %         | Projektgesellschaften   | Maba 33 %                          |
| Seidl 100 %                  | Hinteregger (A) 49 %         | Projektgesellschaften   | Haindl 33 %                        |
| Solco 100 %                  | Polensky & Zöllner 100 %     | Projektgesellschaften   | Puraqua 100 %                      |

Umsatz des Maculan-Konzerns von 1989 bis 1995

Bauvolumen Österreichs und der neuen deutschen Bundesländer von 1991 bis 1996

In den Jahren 1990 und 1991 wurden die Bau Union Süd Dresden (Probleme durch die zu schnelle Umstellung von einer reinen Brückenbaufirma zu einer Universalbaufirma), die Industriebau Magdeburg, die Riesaer Hoch- und Tiefbau, sowie 1992 die SB-Spezialbau Potsdam gekauft, so dass man Ende 1991 in den neuen deutschen Bundesländern flächendeckend vertreten war. Danach beteiligte sich Maculan noch an der TB Berliner Tief- und Verkehrsbau (Anteil 1991: 40 % – 1995: 90 % – 1995: 100 %), die in der ehemaligen DDR das Monopol für den Straßenbau in Ostberlin hatte und die einzige Bauschuttdeponie im Nahbereich von Berlin besaß, sowie an der IHB Ingenieurhochbau Berlin, einer Paradefirma der DDR.
Das extreme Wachstum des Maculan-Konzerns in Deutschland machte die Firma zwar zum zweitgrößten Bauunternehmen Österreichs, trug aber auch wesentlich zu dessen Untergang bei. Der Großteil des Umsatzes in Deutschland (1993: 500,9 Mio. von insgesamt 553,8 Mio. Euro) wurde in den neuen Bundesländern erzielt.

## 1995–1996
Das folgende Organigramm zeigt die Struktur des Konzerns  per 1. September 1995:
| MACULAN HOLDING (1995)       | MACULAN HOLDING (1995)            | MACULAN HOLDING (1995)                | MACULAN HOLDING (1995)  | MACULAN HOLDING (1995)             |
| ---------------------------- | --------------------------------- | ------------------------------------- | ----------------------- | ---------------------------------- |
| Maculan Baubeteiligung 100 % | Maculan Holding Deutschland 100 % | Maculan Holding Deutschland 100 %     | Infra Beteiligung 100 % | Maculan Industriebeteiligung 100 % |
| Hofman & Maculan 100 %       | Ingenieurhochbau Berlin 100 %     | TB Berliner Tief- & Verkehrsbau 100 % | Infra Bauträger 100 %   | Ebenseer 63 %                      |
| Uniprojekt 100 %             | Industriebau Magdeburg 100 %      | SB Potsdam 100 %                      | Projektgesellschaften   | Dolomit 83 %                       |
| Rebau 50 %                   | Industriebau Magdeburg 100 %      | Hochbau Schwerin 100 %                | Projektgesellschaften   | Premac 83 %                        |
| Solco 100 %                  | Riesaer Hoch- und Tiefbau 100 %   | Hinteregger (D) 51 %                  | Projektgesellschaften   | Maculan Fertighaus 100 %           |
| Maculan Bahnbau 100 %        | Riesaer Hoch- und Tiefbau 100 %   | Uniprojekt Sachsen 100 %              | Projektgesellschaften   | Puraqua 100 %                      |
| Polensky & Zöllner 100 %     | Bau Union Süd 100 %               | Sasta Bewehrungsbau 100 %             | Projektgesellschaften   | MAT 100 %                          |
| Hinteregger (A) 100 %        | Bau Union Süd 100 %               | MBG 100 %                             | Projektgesellschaften   | Strmac 95 %                        |
| Maculan International 100 %  | SB Sachsen 100 %                  | MBI 100 %                             | Projektgesellschaften   | Simac 67 %                         |
| MKI 70 %                     | 4 Transportbetonwerke             | Projektgesellschaft                   | Projektgesellschaften   | Sibamac 23 %                       |
| Projektgesellschaften        | 2 Asphaltmischwerke               | KW Wegeleben 100 %                    | Projektgesellschaften   | Cemmac 45 %                        |

Die Salzburger Firma Polensky & Zöllner spielte eine wichtige Rolle beim Konkurs des Konzerns, als Anfang 1995 durch Missmanagement über 7 Mio. Euro Verluste gemacht wurden.
Im Bereich der Immobilien (Umsatz: ca. 29 Mio.; Projektvolumen: ca. 73 Mio.), der spezialisierte Unternehmen zur Bauvorbereitung, zur Projektentwicklung und zur Errichtung von Eigentumswohnungen, sowie einige Dienstleistungsunternehmen (ein vom direkten Bankgeschäft unabhängiges Standbein innerhalb des Konzerns) umfasste, ist besonders die Infra Beteiligungs GmbH (eine Holding mit 16 Töchtern – Stand 1995) hervorzuheben.
In Ungarn hatte man noch Anteile an der Budapester MKI Bau GmbH, und in der Slowakei kaufte man verschiedene Firmen, und gründete auch eine eigene Holding, die Simac. Erwähnenswert sei hier die Beteiligung an der Cemmac, da man dadurch protektionistische Maßnahmen beim Export von Zement umgehen konnte.
| 1995          | 1995 |
| ------------- | --- |
| Jänner        | Die Gewinn-Schätzung der ÖVFA (Österreichische Vereinigung für Finanzanalysen und Anlageberatung) betrug für 1994 noch 11 – 14,5 Mio. Euro. |
| April         | Man erkannte bereits, dass die Schätzung vom Jänner viel zu positiv war. Auch Alexander Maculan gestand in einem Interview im September 1995 ein: "Ja, diese Jänner-Fehlprognose war ein unverzeihlicher, unentschuldbarer Fehler." |
| Sommer        | Man erarbeitete das MAC 96-Konzept, das eine Anpassung des Unternehmenskonzept an die geänderten Rahmenbedingungen vorsah, nämlich die Wandlung vom Universalbaukonzern zu einer spezialisierten strategisch klar ausgerichteten Baugruppe. |
| 14. Juni      | Bei der Aufsichtsratssitzung konnte ein positives Ergebnis, sowie eine Dividende von 11 % für 1994 präsentiert werden. |
| 26. Juni      | Vereinbarung über die Rückgabe bzw. Inzahlungnahme von Liegenschaften in den neuen Bundesländern statt der Zahlung noch fälliger Kaufpreisraten, die eine Liquiditätsverbesserung von 27,6 Mio. gebracht hätte. |
| 19. August    | Die Prognose für 1995 zeigte eine Ergebnisverschlechterung von 27,6 Mio. Euro, wobei mit 21,8 Mio. Euro der größte Anteil an dieser Abweichung aus Deutschland kam (11,2 Mio. gingen allein auf das Konto der Industriebau Magdeburg). |
|               | Daraufhin wurde die Unternehmensberatung Roland Berger & Partner engagiert, um ein Sanierungskonzept zu erstellen, welches folgende Punkte vorsah: 1. Strategische Neuausrichtung 2. Bilanzielle Risikobewertung 3. Einsparungen durch: 1. Operative Kostensenkung durch Einsparungen in Höhe von ca. 106,5 Mio. Euro und durch eine Produktivitätssteigerung von 30 % bis zum Jahr 1997 2. Operative Mittelfreisetzung durch Abbau von Forderungen und Vorräten, sowie durch Reduktion von Investitionen und Desinvestments (geschätztes Volumen: 252,5 Mio. bis zum Jahr 1997) |
| 22. August    | Die österreichischen Banken forderten eine Trennung der österreichischen und deutschen Bankenkreise. |
| September     | Das österreichische Bankenkonsortium lehnte den Verkauf der Infra ab, welcher über 73 Mio. Euro Liquidität gebracht hätte. |
| 9. November   | Maculan bekam den Zuschlag für den Tiergartentunnel in Berlin (Wert: ca. 102 Mio. Euro). |
| 22. November  | Keine Einigung bei den österreichischen Banken über die weitere Vorgehensweise. |
| Ende November | Die Unternehmensberatung Roland Berger & Partner konnte bereits über einen Abbau überfälliger Forderungen in Deutschland in Höhe von 32 Mio. Euro berichten. |

| 1996        | 1996 |
| ----------- | --- |
| 15. Februar | Roland Berger & Partner legte einen positiven Zwischenbericht vor, in dem nur die Industriebau Magdeburg eine unsichere Ergebnissituation aufwies. |
| 19. Februar | Die österreichischen Banken legten dem deutschen Bankenkreis neue Forderungen vor: 1. Limitierung der Verlustabdeckungszusage 2. Der deutsche Bankenkreis sollte 14 Mio. statt 4,6 Mio. sofort nach Österreich überweisen 3. Sicherheiten für alle neu zu gewährenden Bar- und Avalkredite                    |
| 22. Februar | Der Vorstand der Berliner Bank akzeptierte die Limitierung der Verlustabdeckungszusage. Die Forderung nach sofortiger Überweisung von 14 Mio. wurde zurückgenommen, allerdings beharrten die CA und die Bank Austria auf Besicherung aller neuen Kredite. Die Sanierung des Maculan-Konzerns war gescheitert. |
| 5. August   | Der Anschlusskonkurs wurde eröffnet und war bis dorthin die zweitgrößte Insolvenz der 2. Republik mit Verbindlichkeiten von 806 Millionen Euro. |

Einige Unternehmen konnten den beantragten Ausgleich  erfüllen, so zum Beispiel die Holding AG, die bis heute (Stand 2008) aktiv ist.